# 5393 Goldstein
5393 Goldstein este un asteroid din centura principală de asteroizi.

## Descriere
5393 Goldstein este un asteroid din centura principală de asteroizi. A fost descoperit pe 5 martie 1986 la Stația Anderson Mesa de Edward L. G. Bowell. El prezintă o orbită caracterizată de o semiaxă mare de 2,34 ua, o excentricitate de 0,13 și o înclinație de 5,3° în raport cu ecliptica.